# 龙塘乡 (安化县)
龙塘乡，是中华人民共和国湖南省益阳市安化县下辖的一个乡镇级行政单位。

## 行政区划
龙塘乡下辖以下地区：
红星村、和睦村、大百龙村、柏溪村、沙田溪村、洗马村、陶贺村、齐心村、陶金村、家乐村、黄山村、封家村、六和村、夏植村、东凡村、岩门村、顽沙村和柏西村。